# Oda Nobuharu
Oda Nobuharu (織田 信治?; 1549 – 19 ottobre 1570) fu un samurai giapponese del periodo Sengoku appartenente al clan Oda della provincia di Owari, fratello minore di Oda Nobunaga.
Nobunaga gli affidò il castello di Nobu e le terre circostanti come feudo privato. Venne ucciso in battaglia al castello di Usayama (assieme a Mori Yoshinari, un altro servitore Oda) durante i combattimenti contro i clan Asakura e Asai nel 1570 nella provincia di Ōmi.